# Heterolocha euxantha
Heterolocha euxantha là một loài bướm đêm trong họ Geometridae.